# Хлопов, Василий Ефимович
Василий Ефимович Хлопов (26 декабря 1900, с. Заволенье, Богородский уезд, Московская губерния, Российская империя – 16 октября 1975, Москва, СССР) — генерал-лейтенант Советской Армии, участник Гражданской и Великой Отечественной войн.

## Биография
Русский. Из служащих. В 1917 году окончил 4-классное высшее начальное училище (1917). Участник Гражданской войны. Член РКП(б) с 1921 года.
С октября 1919 года – красноармеец-переписчик запасной автобронетанковой бригады. С апреля 1920 года – красноармеец-переписчик, адъютант 16-го автобронетанкового отряда 5-й армии. С мая 1921 года – адъютант бронепоезда № 54. С августа 1921 года – делопроизводитель Управления начальника бронечастей Народно-революционной армии ДВР.
С декабря 1921 года на Восточном фронте. С января 1922 года – адъютант начальника бронечастей Приамурского ВО. 
С марта 1922 года – старший делопроизводитель Управления бронечастей Восточного фронта. С мая 1922 года – шофер 28-го автоброневого отряда. С июня 1922 года – делопроизводитель технической части Управления бронечастей Народно-революционной армии ДВР. С июля 1922 года – помощник техника-механика, адъютант, командир технического взвода 48-го, 16-го автоброневых отрядов.
С октября 1923 года учился на курсах усовершенствования командного состава бронетанковых частей РККА, после их окончания в июне 1925 года – командир бронемашины.
С апреля 1927 года – адъютант, с июня 1927 года – помощник командира 8-го автобронетанкового дивизиона по учебно-строевой части, служил на Туркестанском фронте, затем в Белорусском военном округе.
С ноября 1928 года – командир взвода легких танков бронетанковых курсов усовершенствования комсостава.С января 1929 года – командир взвода танковой роты 3-го танкового полка Московского ВО. С ноября 1929 года – исполняющий должность начальника курсов. С января 1930 года – руководитель группы. С июля 1930 года – исполняющий должность командира батальона. С октября 1930 года – командир взвода учебно-танкового батальона. С февраля 1931 года – командир специальной танковой роты. С ноября 1931 года – командир-руководитель курса одногодичных бронетанковых курсов усовершенствования и переподготовки комсостава РККА (Ленинград). С мая 1932 года – командир-руководитель. С сентября 1932 года – начальник учебной части курса вождения боевых машин. С февраля 1933 года – помощник начальника учебной части Московских курсов усовершенствования комсостава мотомеханизированных войск РККА.
С января 1934 года – помощник начальника испытательного отдела, инженер 4-го отдела, помощник начальника 1-го отдела Автобронетанкового управления РККА. В ноябре 1935 года направлен на учебу на командный факультет Военной академии механизации и моторизации РККА, после его окончания в мае 1939 года – начальник штаба 5-й легко-танковой бригады Киевского ОВО.

## Военная разведка
В военной разведке с декабря 1939 года. Находился в распоряжении 5-го Управления РККА, проходил спецподготовку. Затем занимал должности:
- Помощник военного атташе при полпредстве СССР в Германии (июнь 1940 – июнь 1941 года)
- Заместитель начальника отдела внешних сношений Разведуправления Генштаба РККА (август 1941 года)
- Начальник Разведотдела – заместитель начальника штаба Брянского фронта (август 1941 года);
- Заместитель начальника отдела внешних сношений Разведуправления Генштаба РККА (сентябрь 1941 – февраль 1942 года)
- Начальник 1-го отдела (Германия) 2-го Управления (информационного) ГРУ Генштаба РККА (февраль – ноябрь 1942 года)
- Начальник 2-го Управления (информационного) ГРУ Генштаба РККА (ноябрь 1942 – декабрь 1943 года)
- Заместитель начальника ГРУ РККА (декабрь 1943 – июнь 1945 года)
- Начальник 1-го Управления (агентурного) ГРУ Генштаба РККА (июнь 1945 – апрель 1946 года)
- Слушатель Высшей военной академии им. К. Е. Ворошилова (апрель 1946 – апрель 1948 года)
- Начальник кафедры вооруженных сил иностранных государств Высшей военной академии им. К. Е. Ворошилова (апрель 1948 – январь 1950 года)
- Заместитель начальника Военно-дипломатической академии Советской Армии по научно-исследовательской работе (январь 1950 – февраль 1955 года)
- Начальник Информации ГРУ Генштаба ВС СССР (февраль 1955 – март 1959 года)
- Начальник Военно-дипломатической академии Советской Армии (март 1959 – июнь 1967 года)

С июня 1967 года находился в распоряжении начальника ГРУ, с августа 1967 года – в резерве ГРУ. 24 июня 1968 года уволен в отставку (по болезни) с правом ношения военной формы одежды. Проживал в Москве. 
Умер 16 октября 1975 г.. Похоронен в Москве на Николо-Архангельском кладбище.

## Воинские звания
- Капитан (13 января 1936 года)
- Майор (14 января 1938 года)
- Полковник (5 мая 1939 года)
- Генерал-майор танковых войск (22 февраля 1943 года)
- Генерал-лейтенант танковых войск (16 мая 1957 года)

## Награды
- орден Ленина (21.02.1945)
- 3 ордена Красного Знамени (23.08.1944, 03.11.1944, 15.11.1950)
- орден Суворова II степени (01.09.1945)
- орден Трудового Красного Знамени
- 3 ордена Красной Звезды (16.08.1936, 20.01.1943, 22.02.1968)
- медали.